# Kriegerdenkmal Magdeburgerforth

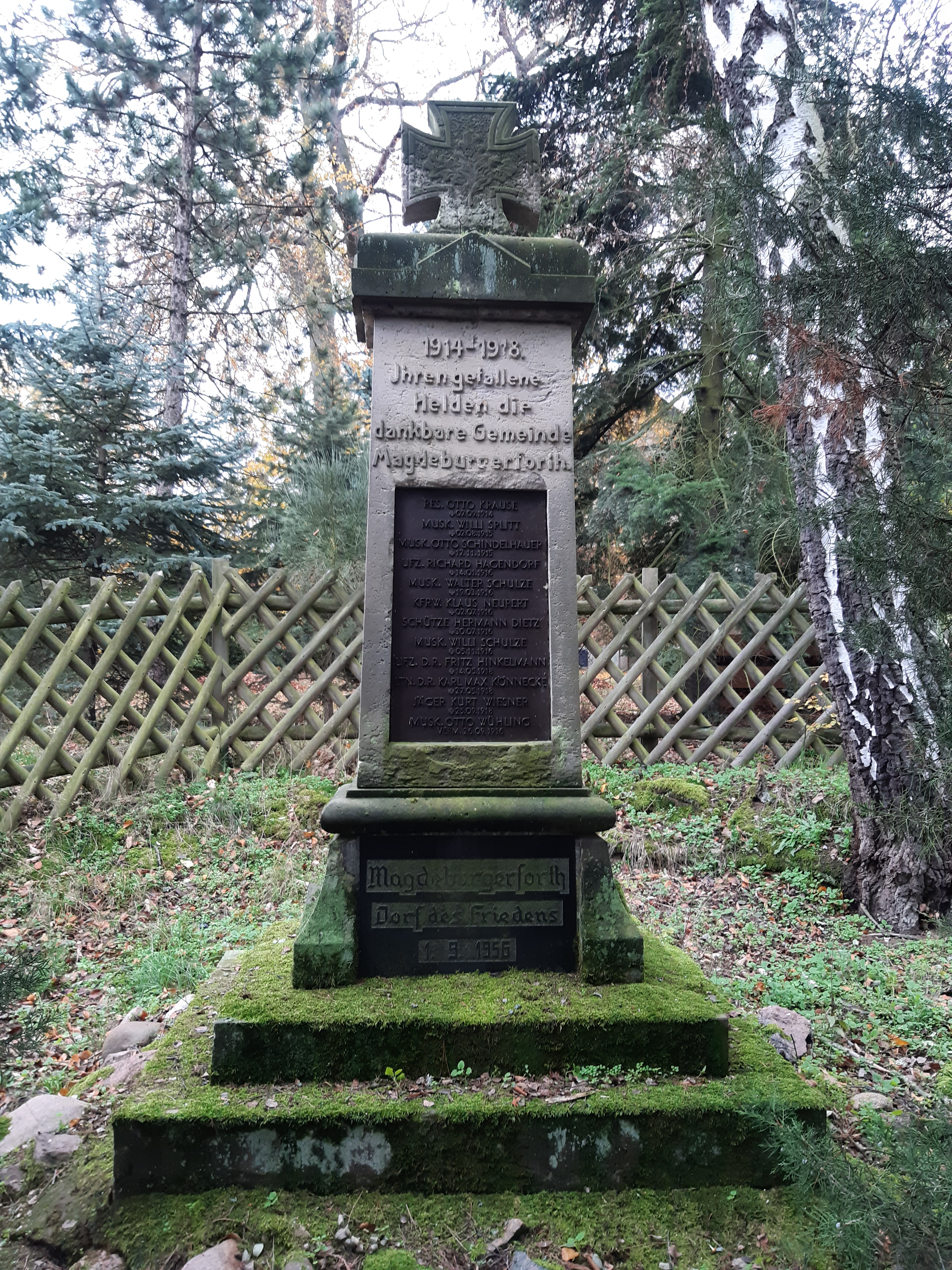
Kriegerdenkmal in Magdeburgerforth

Das Kriegerdenkmal Magdeburgerforth ist ein denkmalgeschütztes Kriegerdenkmal in der Ortschaft Magdeburgerforth der Stadt Möckern in Sachsen-Anhalt. Im örtlichen Denkmalverzeichnis ist das Kriegerdenkmal unter der Erfassungsnummer 094 71360 als Baudenkmal verzeichnet.

## Lage
Das Kriegerdenkmal steht in der Ortsmitte, an der Kreuzung Friedensstraße – Jägerstieg in Magdeburgerforth.

## Gestaltung
Bei dem Kriegerdenkmal handelt es sich um eine Stele, die von einem Eisernen Kreuz gekrönt wird. Die Stele steht auf einem viereckigen Stufenpodest. In der Stele ist eine Gedenktafel für die Gefallenen des Ersten Weltkrieges eingelassen.

## Inschriften
Ihren gefallenen Helden

Die dankbare Gemeinde Magdeburgerforth.
- Dietz, Hermann
- Hagendorf, Richard
- Hinkelmann, Fritz
- Könnecke, Karl Max
- Krause, Otto
- Neupert, Klaus
- Schindelhauer, Otto
- Schulze, Walter
- Schulze, Willi
- Splitt, Willi
- Wiesner, Kurt
- Wühling, Otto

Zusatz auf dem Denkmalsockel:

Magdeburgerforth Dorf des Friedens 1956

## Quelle
- Gefallenendenkmal Magdeburgerforth Online, abgerufen am 14. Juni 2017.